# Adaptació cromàtica
L'adaptació cromàtica és la capacitat del sistema visual humà d'ajustar-se als canvis d'il·luminació per preservar l'aparença dels colors dels objectes. És responsable de l'aparença estable dels colors malgrat l'àmplia variació de llum que pot reflectir-se en un objecte en ser observat pels nostres ulls. Una funció de transformació d'adaptació cromàtica (CAT) emula aquest important aspecte de la percepció del color en els models d'aparença del color.
Un objecte pot ser vist sota molt diverses condicions. Per exemple, pot estar il·luminat per la llum del sol, la llum d'un foc o una llum elèctrica dura. En totes aquestes situacions, la visió humana percep que l'objecte té el mateix color: una poma sempre apareix vermella, ja sigui vista de nit o durant el dia (tret que sigui verd). D'altra banda, una càmera sense ajustos per a la llum pot registrar que la poma tingui un color variable. Aquesta característica del sistema visual es diu adaptació cromàtica o constància del color; quan la correcció ocorre en una càmera, es denomina balanç de blancs.
Encara que el sistema visual humà generalment manté constant el color percebut sota diferents nivells d'il·luminació, hi ha situacions on la lluentor relativa de dos estímuls diferents apareixerà invertida a diferents nivells d'il·luminació. Per exemple, els pètals de color groc brillant de les flors apareixeran foscos en comparació de les fulles verdes amb poca llum, mentre que el contrari és cert durant el dia. Això es coneix com l'efecte de Purkinje i sorgeix perquè la sensibilitat màxima de l'ull humà es desplaça cap a l'extrem blau de l'espectre a nivells de llum més baixos.

## Transformació Von Kries
El mètode d'adaptació cromàtica de von Kries és una tècnica que de vegades s'utilitza en el processament d'imatges de la càmera. El mètode consisteix a aplicar un guany a cadascuna de les respostes de sensibilitat espectral de les cèl·lules de con humanes per mantenir constant l'aparença adaptada de la constant blanca de referència. L'aplicació de la idea de Johannes von Kries de guanys adaptatius en els tres tipus de cèl·lules còniques es va aplicar explícitament per primera vegada al problema de la constància del color per Herbert E. Ives, i el mètode es coneix habitualment com la transformació Ives o l'adaptació de von Kries-Ives.
La regla del coeficient de von Kries es basa en la suposició que la constància del color s'aconsegueix adaptant individualment els guanys de les tres respostes del con, els guanys depenen del context sensorial, és a dir, l'historial del color i el so envolupant.Per tant, les respostes del con {\displaystyle c'}de dos espectres radiants es poden combinar mitjançant l'elecció apropiada de les matrius d'adaptació diagonal D1 i D2:
{\displaystyle c'=D_{1}\,S^{T}\,f_{1}=D_{2}\,S^{T}\,f_{2}}
On {\displaystyle S} és la matriu de sensibilitat del con i {\displaystyle f} és l'espectre de l'estímul condicionant. Això condueix a la transformació de von Kries per a l'adaptació cromàtica en l'espai de color LMS (respostes de longituds d'ona llargues, mitjanes i curtes de l'espai de resposta de con):
{\displaystyle D=D_{1}^{-1}D_{2}={\begin{bmatrix}L_{2}/L_{1}&0&0\\0&M_{2}/M_{1}&0\\0&0&S_{2}/S_{1}\end{bmatrix}}}
Aquesta matriu diagonal D assigna respostes de con, o colors, en un estat d'adaptació als colors corresponents en un altre; quan se suposa que l'il·luminant determina l'estat d'adaptació, aquesta matriu és útil com una transformació d'adaptació d'il·luminació. Els elements de la matriu diagonal D són les relacions de les respostes del con (llarg, mitjà, curt) per al punt blanc de l'il·luminant.
La transformació més completa de von Kries, per als colors representats en l'espai de color XYZ o RGB, inclou transformacions de matriu dins i fora de l'espai LMS, amb la transformació diagonal D en el mitjà.

## CIE models d'aparença de color
La Comissió Internacional d'Il·luminació (CIE) ha publicat un conjunt de models d'aparença de color, la majoria dels quals inclouen una funció d'adaptació de color. El CIELAB realitza una transformació de von Kries de tipus “simple” en l'espai de color XYZ, mentre que CIELUV utilitza una adaptació de punt blanc de tipus Judd (traslacional). Dues revisions de models d'aparença de color més complets, CIECAM97 i CIECAM02, inclouen una funció CAT, CMCCAT97 i CAT02 respectivament. El predecessor de CAT02 és una versió simplificada de CMCCAT97 coneguda com CMCCAT2000.